# هنري بويد
هنري بويد (بالإنجليزية: Henry Boyd)‏ (6 مايو 1868 بغلاسكو في المملكة المتحدة - 1 يناير 1935 ببرمنغهام في المملكة المتحدة) هو لاعب كرة قدم بريطاني (وحمل سابقاً جنسية المملكة المتحدة لبريطانيا العظمى وأيرلندا) في مركز الهجوم. لعب مع مانشستر يونايتد ونادي أرسنال ونادي بيرنلي ونادي فالكيرك ووست بروميتش ألبيون وSunderland Albion F.C. ‏ ونادي لانارك الثالث ورابطة كرة القدم الاسكتلندية الحادية عشر ‏.